# Чебоксарский городской детский парк имени космонавта А. Г. Николаева
Детский парк им. А. Г. Николаева — парк в юго-восточной части города Чебоксары по улице Николаева. Площадь — 3,8 га. Является муниципальным учреждением культуры.
В парке растут березы, липы, клёны. Зеленые массивы деревьев окружают цветочные клумбы и газоны парка.
В Детском парке регулярно проводятся детские культурно-массовые и спортивные мероприятия, смотры художественной самодеятельности, выставки детских работ, рисунков на асфальте.
С начала декабря 2010 года в специальном утеплённом домике с вольером живёт семья кроликов. С 2011 году на территории парка работает Зооуголок "Ковчег". На сегодняшний день он насчитывает более 50 животных и птиц.

## История
Решение открыть Детский парк было принято 19 июля 1962 года на заседании городского Совета депутатов трудящихся, и уже через 6 дней состоялось его торжественное открытие. 13 августа 1962 года Детскому парку было присвоено имя первого чувашского летчика-космонавта А. Г. Николаева.
В 1997 году началась реконструкция Детского парка: изменился дизайн парка, обновлены зеленые насаждения, детский городок, спортплощадка, заработали новые аттракционы. 
В Детском парке регулярно проводятся детские культурно–массовые и спортивные мероприятия, смотры художественной самодеятельности, выставки детских работ, рисунков на асфальте. Особое внимание уделяется пропаганде здорового образа жизни, поэтому частыми гостями в парке являются врачи-наркологи, экологи, а также сотрудники милиции и ГИБДД.